# Королевство Йеке
Королевство Йеке (также называемое королевством Гаранганзе или Гаренганзе) народа гаранганзе на территории современной провинции Катанга Демократической Республики Конго, просуществовало недолго — примерно с 1856 по 1891 год при одном короле Мсири, но на какое-то время оно стало самым могущественным государством в юго-центральной части Африки и контролировала территорию около полумиллиона квадратных километров. Королевство Йеке также контролировало единственный торговый путь через континент с востока на запад, поскольку пустыня Калахари и королевство Лози на юге и тропические леса Конго на севере блокировали альтернативные маршруты. Королевство Йеке достигло этого контроля за счет природных ресурсов и силы оружия — Мсири в основном обменивал медь Катанги, но также рабов и слоновую кость на порох и огнестрельное оружие — и за счёт союзов через брак. Наиболее важные союзы были с португало-ангольцами в районе Бенгелы, с Типпу Тибом на севере и с торговцами ньямвези и суахили на востоке, а также косвенно с султаном Занзибара, который контролировал торговцев восточного побережья.
На самом деле Мсири был ньямвези (также известным как «Йеке» или «Байеке») из Таборы в Танзании, который назначил себя преемником вождя васанги к западу от реки Луапула, победив врагов вождя из Лунды. Установившись, он покорил соседние племена и расширил власть вождя до королевства.
Из своей столицы в Бункейе королевство Йеке захватило западную территорию Мвата Казембе, остановило расширение империи Луба на юг и подчинило себе племена на юго-западе, на торговом пути в Анголу.
Когда королю Бельгии Леопольду II сказали, что королевство Йеке контролирует торговлю между востоком и западом и богато медью и, возможно, золотом, он отправил экспедицию, чтобы попытаться заключить договор о присоединении королевства к его Свободному государству Конго (СГК). Сесил Родс также отправил экспедиции, чтобы включить королевство в состав территории его Британской южноафриканской компании. «Схватка за Катангу» была выиграна посланной Леопольдом экспедицией Стейрса, которая положила конец королевству, убив Мсири, и захватила территорию для СГК, но со своей собственной администрацией, пока она не была более тесно включена в Бельгийское Конго.
Капитан Стейрс, руководитель экспедиции, назначил одного из приемных сыновей Мсири, Муканда-Банту, своим преемником, но на значительно меньшей территории, в радиусе всего 20 км от Бункейи, и со статусом вождя. Вождество продолжается и по сей день под названием Мвата Мсири.